# Koprivnica (Kosovska Kamenica)
Pour les articles homonymes, voir Koprivnica.
Kopernicë en albanais et Koprivnica en serbe latin (en serbe cyrillique : Копривница) est une localité du Kosovo située dans la commune/municipalité de Kamenicë/Kosovska Kamenica, district de Gjilan/Gnjilane (Kosovo) ou district de Kosovo-Pomoravlje (Serbie). Selon le recensement kosovar de 2011, elle compte 1 183 habitants, dont une majorité d'Albanais.

## Histoire
Sur le territoire du village se trouve le site de la forteresse de Gradina, dont les vestiges remontent à la Préhistoire et aux IVe-VIe siècles ; il est proposé pour une inscription sur la liste des monuments culturels du Kosovo.

## Démographie

### Évolution historique de la population dans la localité
| 1948 | 1953 | 1961 | 1971  | 1981  | 1991  | 2011  |
| ---- | ---- | ---- | ----- | ----- | ----- | ----- |
| 842  | 876  | 971  | 1 107 | 1 143 | 1 310 | 1 183 |

|  |